# Phrixotrichus jara
Espèce
Phrixotrichus jara est une espèce d'araignées mygalomorphes de la famille des Theraphosidae.

## Distribution
Cette espèce est endémique de la région du Biobío au Chili,.

## Description
Le mâle holotype mesure 34,1 mm.

## Étymologie
Cette espèce est nommée en l'honneur de Víctor Jara.

## Publication originale
- Perafán & Pérez-Miles, 2014 : Perafán, C. & Pérez-Miles, F. (2014b). The Andean tarantulas Euathlus Ausserer, 1875, Paraphysa Simon, 1892 and Phrixotrichus Simon, 1889 (Araneae: Theraphosidae): phylogenetic analysis, genera redefinition and new species descriptions. Journal of Natural History, vol. 48, no 39/40, p. 2389-2418.